# Larry Burrows
Larry Burrows (Londres 29 de mayo de 1926 - Laos 10 de febrero de 1971) fue un fotoperiodista británico conocido por sus fotografías durante la Guerra de Vietnam. Ganó tres veces el Premio Medalla de Oro Robert Capa y fue nombrado fotógrafo del año (1967) por la National Press Photographers Association.            

## Historia
Nacido en Londres, dejó la escuela a los dieciséis años y comenzó su carrera periodística dentro del departamento artístico del Daily Express, posteriormente en la agencia Keystone como técnico de laboratorio. Empezó a trabajar para la revista Life en 1942 imprimiendo fotografías, algunas de Robert Capa. En 1945 comenzó a realizar retratos, entre los que destacan los de Ernest Hemingway o Winston Churchill.
Algunos relatos culpan a Burrows de estropear las fotografías de Robert Capa sobre el desembarco aliado de Normandía al revelarlas. Según John G. Morris, este error lo cometió otro técnico.
Burrows se hizo fotógrafo y cubrió la guerra en Vietnam desde 1962 hasta su muerte en 1971. Una de sus colecciones más famosas, publicada por primera vez en la revista Life el 16 de abril de 1965, se tituló One ride with Yankee Papa 13.
Burrows murió junto a sus compañeros fotógrafos Henri Huet, Kent Potter y Keisaburo Shimamoto cuando su helicóptero fue derribado en Laos. En ese momento, los fotógrafos estaban cubriendo la Operación Lan Som 719, una invasión masiva de las fuerzas sudvietnamitas contra el ejército Popular de Vietnam del Norte y el Pathet Lao. Poco después, Life publicó un artículo sobre el fotoperiodista y una fotografía inédita tomada en 1966, Reaching Out.
Los días 3 y 4 de abril de 2008, los restos de Burrows y de sus compañeros fueron honrados y enterrados en el Newseum en Washington D. C.

## Premios
- 1963: Medalla de Oro Robert Capa
- 1965: Medalla de Oro Robert Capa
- 1967: Magazine Photographer of the Year
- 1967: British Press Picture of the Year
- 1971: Medalla de Oro Robert Capa